# Doctrine d’interdiction
L’interdiction maritime est un terme militaire décrivant une stratégie pour interdire à l'ennemi d'utiliser la mer sans nécessairement chercher à contrôler celle-ci pour son propre usage. C'est une stratégie moins ambitieuse que le contrôle de la mer et peut potentiellement être effectuée dans une guerre asymétrique ou en maintenant une flotte de dissuasion qui menace d’opérations offensives sans les mener.
Au cours de la Première Guerre mondiale et la Seconde Guerre mondiale, l'Allemagne conduisit une stratégie d’interdiction de la mer en utilisant des sous-marins. En raison de la supériorité écrasante de la flotte de surface de la Royal Navy, la marine allemande avait peu d'espoir de prendre le contrôle de la haute mer, mais avec les sous-marins allemands pouvait espérer vaincre les Britanniques en étouffant leur accès au commerce maritime vital pour eux. Durant les deux guerres, le Royaume-Uni résista avec succès à la stratégie allemande grâce à une combinaison de rationnement strict et au développement d’armes et des techniques anti-sous-marins. Pendant la guerre froide, l'Union soviétique investit massivement dans les sous-marins et aurait probablement poursuivi une stratégie similaire d’interdiction maritime en cas de guerre avec les puissances de l'OTAN.
Depuis la Seconde Guerre mondiale, l'exemple le plus historiquement notable d'une stratégie d’interdiction fut la « guerre des pétroliers », dans lequel l'Iran et l'Irak cherchèrent à fermer le golfe Persique.
L’interdiction maritime moderne fait appel aux armes d’interdiction de zone, par exemple dans le cadre d'une puissance terrestre utilisant des missiles basés à terre pour frapper des cibles maritimes. Ces missiles peuvent suivre une trajectoire balistique ou de missile de croisière (avec suivi de terrain). En réponse à ces menaces, la marine américaine développa le Littoral Combat Ship.